# وادي عليب
وادي عليب هو من أكبر الأودية في محافظة الحجرة بمنطقة الباحة جنوب غرب المملكة العربية السعودية، ويشتهر هذا الوادي بجريان الماء فيه على مدار العام ومائه صالح للشرب، كما يوجد به سمك وأنواع مختلفة من البرمائيات ويصب في البحر الأحمر مباشرة، وتهاجر إليه الطيور في فصل الربيع.